# Paracorallium tortuosum
Paracorallium tortuosum is een zachte koraalsoort uit de familie Coralliidae. De koraalsoort komt uit het geslacht Paracorallium. Paracorallium tortuosum werd in 1956 voor het eerst wetenschappelijk beschreven door Bayer. 